# Casquets
Die Casquets sind eine kleine Felsengruppe im Ärmelkanal 13 km westlich von Alderney, einer der vor der französischen Küste liegenden Kanalinseln. Die Felsengruppe ist mit einem Leuchtturm markiert und gehört zur Vogtei (bailiwick) Guernsey.

## Geschichte
Ursprünglich waren alle Kanalinseln Teil der Ländereien des Herzogs der Normandie. Im Jahr 1066 eroberte Herzog Wilhelm der Eroberer England und wurde englischer König. Die Kanalinseln blieben in königlichem Besitz. Der erste Leuchtturm auf der bis dahin meist unbewohnten Insel wurde 1724 errichtet. Während des Zweiten Weltkrieges waren die Kanalinseln von der deutschen Wehrmacht besetzt. Sieben Mann der Inselbesatzung wurden am 2./3. September 1942 in einem englischen Kommandounternehmen gefangen genommen.
Aufgrund ihrer exponierten Lage stellen die Casquets eine große Gefahr für Schiffe dar; im Lauf der Zeit ereigneten sich dort zahlreiche Unglücke. Bereits 1724 installierte man auf dem größten Felsen drei Kohlefeuer in Laternen, die 1790 durch drei miteinander verbundene Leuchttürme mit Öllampen und Metallreflektoren ersetzt wurden. 1877 wurden die drei Lichter durch eines ersetzt. Der Leuchtturm ist in dieser Form bis heute in Betrieb, wenn auch seit 1990 automatisiert und ohne Leuchtturmwärter.
Zu den Opfern der Casquets gehört z. B. das britische Linienschiff HMS Dragon, das am 16. März 1712 auflief, während es einen Konvoi eskortierte. Die Wrackreste (korrodierte Kanonen und Konkretionen) erstrecken sich im östlichen Bereich der Casquets vom Flachbereich bis in eine Tiefe von etwa 40 m. Ein weiteres Schiffsunglück war der Untergang des Passagierschiffs Stella, das am 30. März 1899 auf dem Weg von Southampton nach Guernsey bei Nebel auf den Felsen Black Rock prallte. Von den 217 Personen an Bord kamen 105 ums Leben. Das Wrack wurde 1973 etwa eine Seemeile westlich der Felsen in etwa 56 Metern Tiefe entdeckt.
Mit den Casquets wurde lange eine der größten Schiffskatastrophen in britischen Gewässern in Verbindung gebracht: der Untergang des Linienschiffs Victory am 5. Oktober 1744, bei dem die gesamte Besatzung von etwa 1150 Mann ihr Leben verlor. Mit dem Fund des Wracks 2008, etwa 100 Seemeilen westlich des angenommenen Unglücksortes, zeigte sich aber, dass nicht die Felsenkette für den Untergang verantwortlich war. Man geht mittlerweile vielmehr von einer fehlerhaften Konstruktion und mangelhafter Instandhaltung des Schiffes aus, die es schließlich bei einem heftigen Sturm zum Kentern brachten.

Galerie
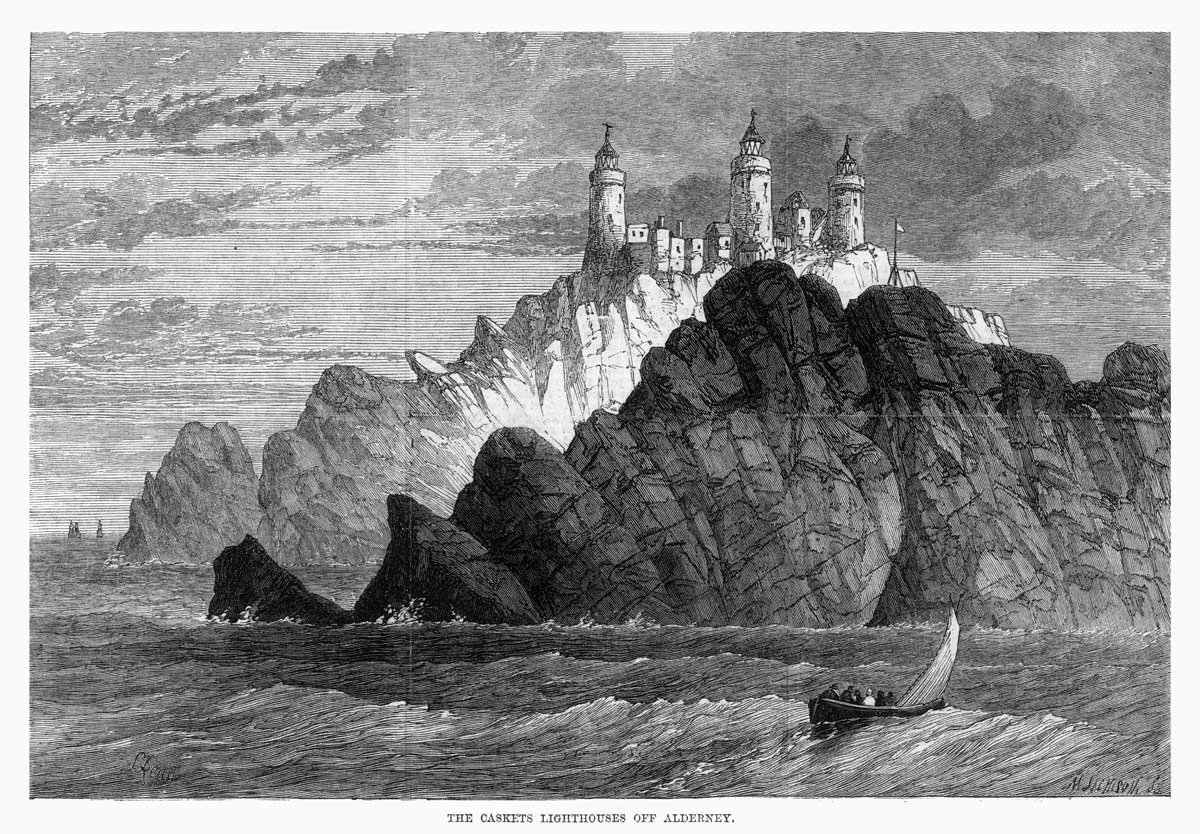
Die Casquets mit Leuchttürmen 1868
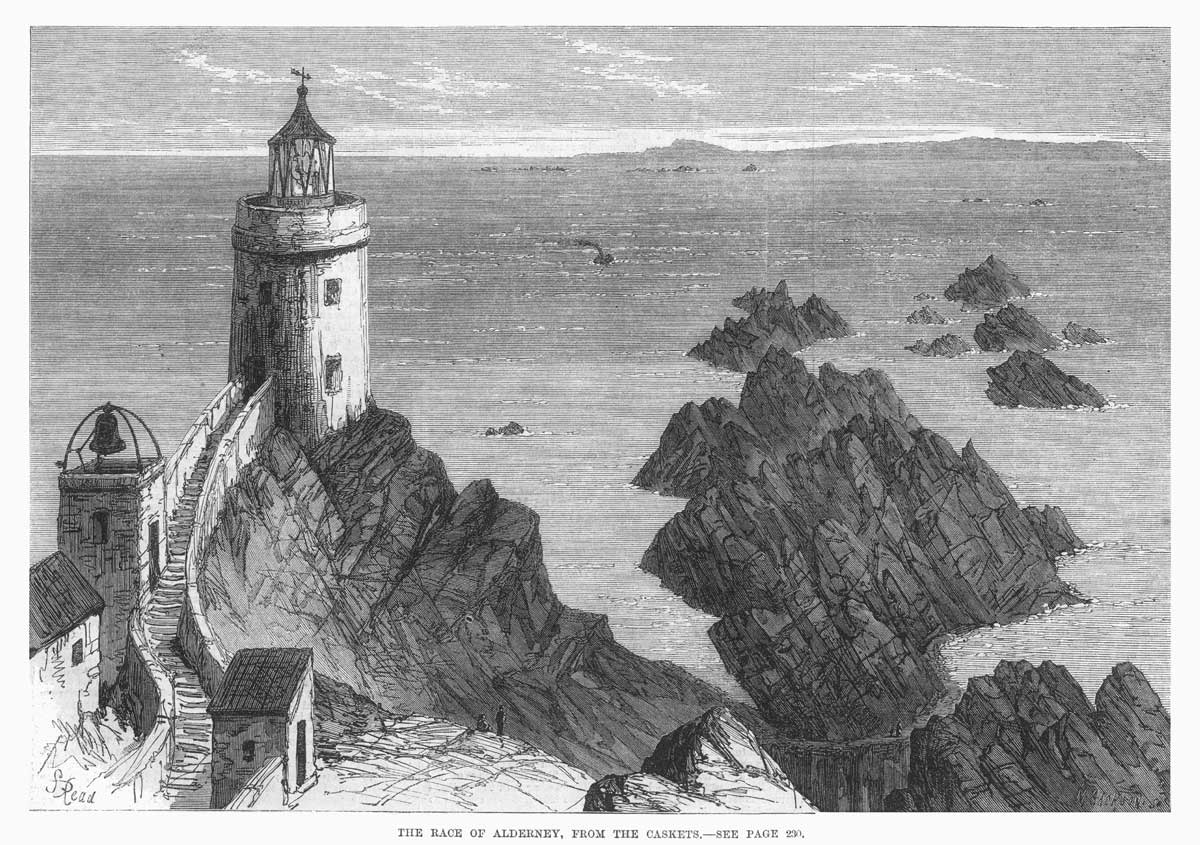
Die Casquets mit Blickrichtung Osten (Alderney)